# Liefde voor muziek (Raymond van het Groenewoud)
"Liefde voor muziek" is een lied uit 1990, geschreven en gezongen door de Belgische zanger Raymond van het Groenewoud. Het is een van zijn bekendste en populairste nummers en werd ook in Nederland een nummer één-hit in de Top 40. 

## Achtergrond
Van het Groenewoud zingt in "Liefde voor muziek" hoe hij naar de bioscoop ging en er een film zag waarin "de grootvader van Prince" een kerkdienst leidde en een "stel uitgelaten zwarte medemensen" uitbundig meezong. De film waar hij op doelt is The Blues Brothers (1980), waarin James Brown een gospelceremonie leidt. Brown was geen familie van Prince, maar wel een belangrijke inspiratiebron voor de zanger, wat wellicht verklaart waarom Van het Groenewoud hem Princes "grootvader" noemt. Van het Groenewoud prijst deze veel vrolijkere en meer opwindende muzikale ceremonie die in vergelijking met Vlaamse kerkdiensten "verbazend goed vooruit" ging. Hij pleit voor meer soul en passie in de Vlaamse kerken en wil niets meer weten over "de laatste kutgroep uit Engeland", maar wel over "Tina Turner haar onderkant."
Op de cd-versie zingt Van het Groenewoud het refrein "olé ola", wat hij inmiddels tijdens concerten vervangt door geneurie omdat dat meer gebruikelijk is in gospel. In de vroege versie had het ook ironisch over "een stel uitgelaten zwarte apen", maar later verving hij dit door "zwarte medemensen".

## Hitnoteringen

### Nederlandse Top 40
| Hitnotering: 02-02-1991 t/m 04-05-1991 | Hitnotering: 02-02-1991 t/m 04-05-1991 | Hitnotering: 02-02-1991 t/m 04-05-1991 | Hitnotering: 02-02-1991 t/m 04-05-1991 | Hitnotering: 02-02-1991 t/m 04-05-1991 | Hitnotering: 02-02-1991 t/m 04-05-1991 | Hitnotering: 02-02-1991 t/m 04-05-1991 | Hitnotering: 02-02-1991 t/m 04-05-1991 | Hitnotering: 02-02-1991 t/m 04-05-1991 | Hitnotering: 02-02-1991 t/m 04-05-1991 | Hitnotering: 02-02-1991 t/m 04-05-1991 | Hitnotering: 02-02-1991 t/m 04-05-1991 | Hitnotering: 02-02-1991 t/m 04-05-1991 | Hitnotering: 02-02-1991 t/m 04-05-1991 | Hitnotering: 02-02-1991 t/m 04-05-1991 | Hitnotering: 02-02-1991 t/m 04-05-1991 |
| Week                                   | 1                                      | 2                                      | 3                                      | 4                                      | 5                                      | 6                                      | 7                                      | 8                                      | 9                                      | 10                                     | 11                                     | 12                                     | 13                                     | 14                                     |                                        |
| -------------------------------------- | -------------------------------------- | -------------------------------------- | -------------------------------------- | -------------------------------------- | -------------------------------------- | -------------------------------------- | -------------------------------------- | -------------------------------------- | -------------------------------------- | -------------------------------------- | -------------------------------------- | -------------------------------------- | -------------------------------------- | -------------------------------------- | -------------------------------------- |
| Nummer                                 | 30                                     | 18                                     | 10                                     | 8                                      | 3                                      | 2                                      | 1                                      | 1                                      | 1                                      | 3                                      | 5                                      | 11                                     | 23                                     | 39                                     | uit                                    |

### Nationale Top 100
| Hitnotering: 26-01-1991 t/m 25-05-1991 | Hitnotering: 26-01-1991 t/m 25-05-1991 | Hitnotering: 26-01-1991 t/m 25-05-1991 | Hitnotering: 26-01-1991 t/m 25-05-1991 | Hitnotering: 26-01-1991 t/m 25-05-1991 | Hitnotering: 26-01-1991 t/m 25-05-1991 | Hitnotering: 26-01-1991 t/m 25-05-1991 | Hitnotering: 26-01-1991 t/m 25-05-1991 | Hitnotering: 26-01-1991 t/m 25-05-1991 | Hitnotering: 26-01-1991 t/m 25-05-1991 | Hitnotering: 26-01-1991 t/m 25-05-1991 | Hitnotering: 26-01-1991 t/m 25-05-1991 | Hitnotering: 26-01-1991 t/m 25-05-1991 | Hitnotering: 26-01-1991 t/m 25-05-1991 | Hitnotering: 26-01-1991 t/m 25-05-1991 | Hitnotering: 26-01-1991 t/m 25-05-1991 | Hitnotering: 26-01-1991 t/m 25-05-1991 | Hitnotering: 26-01-1991 t/m 25-05-1991 | Hitnotering: 26-01-1991 t/m 25-05-1991 | Hitnotering: 26-01-1991 t/m 25-05-1991 |
| Week                                   | 1                                      | 2                                      | 3                                      | 4                                      | 5                                      | 6                                      | 7                                      | 8                                      | 9                                      | 10                                     | 11                                     | 12                                     | 13                                     | 14                                     | 15                                     | 16                                     | 17                                     | 18                                     |                                        |
| -------------------------------------- | -------------------------------------- | -------------------------------------- | -------------------------------------- | -------------------------------------- | -------------------------------------- | -------------------------------------- | -------------------------------------- | -------------------------------------- | -------------------------------------- | -------------------------------------- | -------------------------------------- | -------------------------------------- | -------------------------------------- | -------------------------------------- | -------------------------------------- | -------------------------------------- | -------------------------------------- | -------------------------------------- | -------------------------------------- |
| Nummer                                 | 90                                     | 67                                     | 33                                     | 13                                     | 6                                      | 3                                      | 1                                      | 1                                      | 1                                      | 1                                      | 1                                      | 3                                      | 8                                      | 14                                     | 19                                     | 29                                     | 46                                     | 70                                     | uit                                    |

### NPO Radio 2 Top 2000
| Nummer met noteringen in de NPO Radio 2 Top 2000 | '01  | '02  | '03  | '04  | '05  | '06  | '07  | '08  | '09  | '10  | '11  |
| ------------------------------------------------ | ---- | ---- | ---- | ---- | ---- | ---- | ---- | ---- | ---- | ---- | ---- |
| Liefde voor muziek                               | 1187 | 1717 | 1238 | 1605 | 1715 | 1691 | 1522 | 1578 | 1871 | 1501 | 1943 |

1. ↑  Een vetgedrukt getal geeft de hoogste notering aan.
2. ↑  2001 was het eerste jaar met een notering voor dit nummer.
3. ↑  Deze tabel is bijgewerkt tot en met de meest recente editie (2024).